# Iglesia de San Pedro (Cogollos)
La iglesia de San Pedro de Cogollos es un templo católico erigido probablemente en el siglo XIII en el municipio de Cogollos, provincia de Burgos (Castilla y León, España). Se encuentra localizada en el barrio de San Pedro (Cogollos norte) y forma, junto con la iglesia hermana de San Román, las dos parroquias del pueblo. 

## Historia
Actualmente se desconoce la fecha de construcción de la iglesia, dado que la documentación referida a la contabilidad y fábrica anterior al siglo XVIII de la parroquia se ha perdido. Los documentos escritos que aluden a su existencia son muy escasos. 
Tanto la iglesia de San Pedro como la de San Román estaban bajo jurisdicción de la abadía de San Quirce (Los Ausines), a la que entregaban el tercio del diezmo al igual que muchas otras parroquias de la región. 
La primera mención conocida la aporta el testamento de María Iñiguez, fechado el 1 de noviembre de 1391 y cuyo documento original se puede hallar en el Archivo de la Catedral de Burgos. En ella se recogen las últimas peticiones en vida de María Iñiguez, vecina del lugar de Cogollos y noble, mujer de Gonzalo Fernández de Cavedo:
Que me entierren el mi cuerpo en la iglesia del sennor San Pedro de Cogollos, dentro de la iglesia en una fuessa do mis cabeçaleros entendieren que cumple a mi onrra
Se sabe también que la parroquia fue lugar de sepultura del linaje de los Melgosa. Esta hidalga familia tuvo su casa solariega en la villa de Salinas de Rosío, en el antiguo alfoz de Medina de Pomar y posteriormente en Cogollos. Se conoce que en 1440 y 1448 fueron enterrados Don Pedro Sáez de Melgosa y Doña María de Brizuela respectivamente. Sus restos fueron trasladados en 1494 al convento de San Bernardo en Burgos.

El cementerio de la parroquia, probablemente anterior al siglo XV, era utilizado en ocasiones como punto de encuentro para el consejo del pueblo. En este emplazamiento, se deliberó sobre muchas de las querellas, pleitos, contiendas y procesos que afectaban al pueblo. Así lo recogen documentos de la Real Audiencia y Chancillería de Valladolid de principios de siglo XVI: 
[...] estando todos juntos ayuntados en nuestros concejos a campana tañida [...] y estando en el dicho lugar de Cogollos en el ciminterio de la yglesia del señor Sant Pedro del dicho lugar de Cogollos estando todos juntos señalada y nombradamente. 

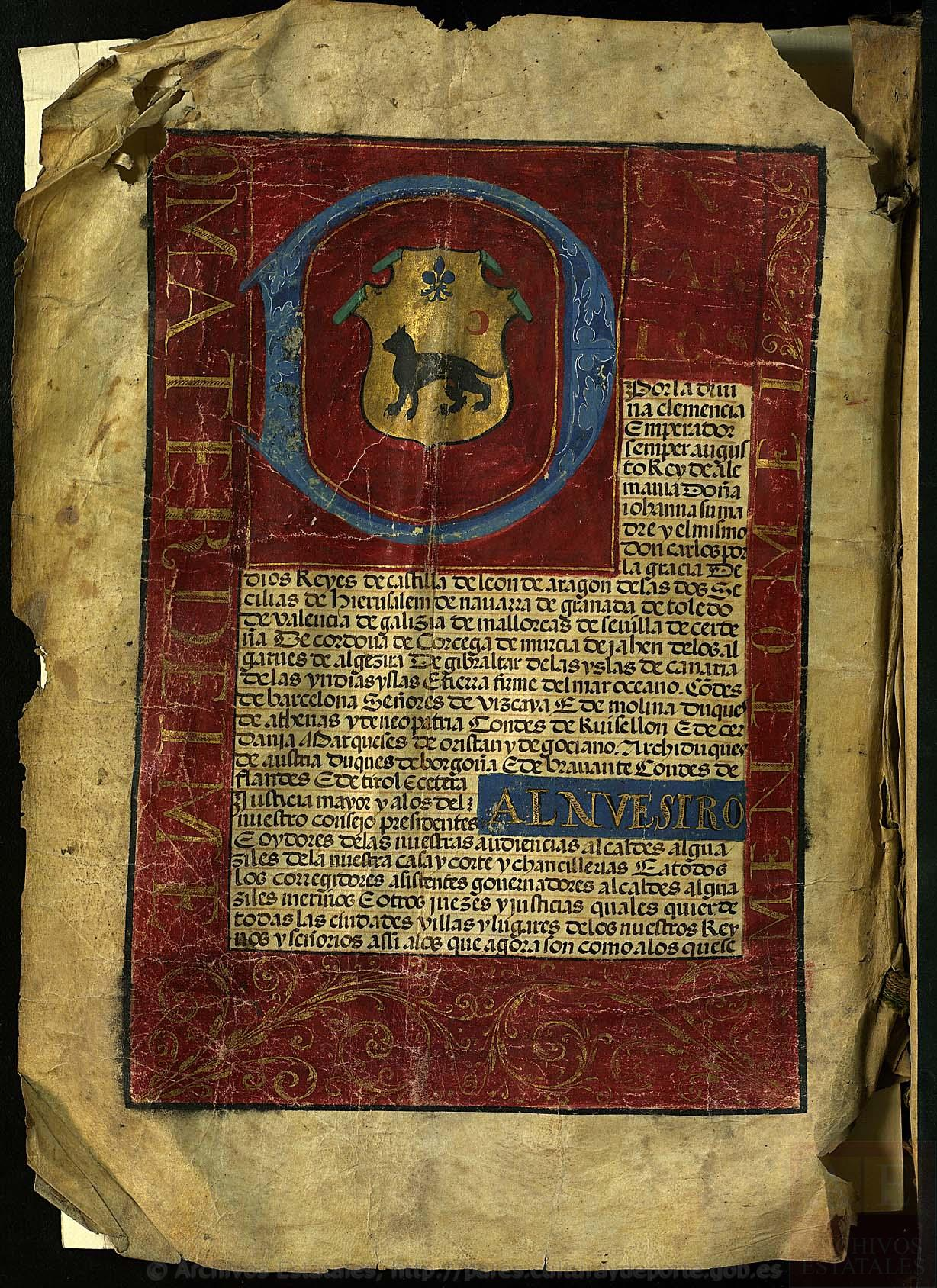
Ejecutoria del pleito litigado por el Concejo de Cogollos y el de Valdorros. Primera página en letra gótica. 1482-1551. ARCV

La iglesia sufrió el derrumbe de su techo debido al colapso de su torre y espadaña en noviembre de 1927 a causa de un temporal causado por la Temporada de tifones en el Pacífico de 1927 que azotó gran parte del mundo. Los periódicos de la época se hicieron eco de la noticia y corroboraron la ausencia de víctimas mortales.

## Arquitectura y arte
El templo muestra algunos rasgos propios del románico, como el uso de canecillos, que se interpreta más como un signo de arcaísmo que de antigüedad. El estilo general del templo es gótico, así lo atestigua su arquitectura exterior. 
En 1615 el pintor Juan Castro y los maestros escultores Juan de Ruiseco Maza y Pedro de Acheprestua trabajaron en el tabernáculo de la iglesia. La licencia fue otorgada por el arzobispado en 1609 a los mayordomos de la iglesia de San Pedro. El tabernáculo se encuentra desaparecido, pero su descripción se ha conservado: tenía un pequeño banco, un primer cuerpo sustentado por ocho columnas de orden corintio, con una puerta en el centro, flanqueada por sendas hornacinas en las que aparecían las imágenes de San Pedro y San Pablo. En el segundo cuerpo se encontraban las figuras los Cuatro Evangelistas, probablemente debió tener un gran tamaño y forma de torre. La construcción se estimó en 2 años. 
En 1933 se compró de manos de un particular la tabla del siglo XV La misa de San Gregorio de Pedro Berruguete (1450-1504) precedente de la iglesia de San Pedro. El cuadro se encuentra desde entonces en el Museo de Burgos.

## Grafitos e inscripciones
Recientemente se han descubierto una serie de grafitos en la cara este de la iglesia de San Pedro junto al Camino Real. Las inscripciones son muy variadas: pentáculos, una flor de seis puntas, símbolos vegetales, relojes de sol de diversos tamaños, dos embarcaciones y otros aun por identificar. Las dos embarcaciones podrían tratarse de exvotos ofrecidos al santo como agradecimiento por la ayuda ofrecida en altamar, una práctica milenaria que se remonta al Imperio Romano. Se espera que en un futuro se revelen las características e importancia de estos grafitos como ya se ha hecho en otras poblaciones del norte y este de España, como Muskiz o Canet d’En Berenguer. La diferencia sustancial radica en la localización de los mismos, ya que Cogollos está situado en el interior, lejos de los ambientes portuarios. Queda descubrir la fecha de creación y la posible identificación de los navíos. El deterioro que presenta la roca denota antigüedad, con posibilidad anterior al siglo XIX y con toda seguridad del XX. Este hecho se refuerza con el estudio comparado de otros casos y por la naturaleza de las propias representaciones. 
|  |  |  |  |  |  |
|  |  |  |  |  |  |

## Registros parroquiales
La iglesia de San Pedro cuenta con una importante cantidad de registros parroquiales, desde bautismos, confirmaciones, matrimonios, defunciones a libros de fábrica, apeos, cofradías y de matrícula. La entrada del ejército napoleónico en la península en 1807, conllevó el expolio y la pérdida de gran parte de esta documentación. A continuación se muestra la lista completa de los años conservados de cada registro:
- Bautismos: 1750 - 1983
- Confirmaciones: 1827 - 1906
- Matrimonios: 1781 - 1983
- Defunciones: 1719 - 1883
- Apeos: 1794 -?
- Cofradías: 1708 - 1843
- Fábrica: 1775 - 1982
- Matrícula: 1810 -1982
- Documentación variada: 1 legajo sin fechar